# Isidoro León y Arreguia
Isidoro León y Arreguia (1857 - 1937) fue un veterinario y político español.
Isidoro de León fue un político vizcaíno de origen leones. Veterinario de profesión una figura preeminente de la Veterinaria vizcaína a principios del siglo XX y el primer presidente de honor del Ilustre Colegio de Veterinarios de Bizkaia desde su fundación.
Su carrera política está ligada a Juan Tomás Gandarias con quien compartió también responsabilidades en diferentes negocios y empresas. Fue gerente del ferrocarril Amorebieta-Pedernales, propiedad de Gandarias, así como en numerosas empresas donde estos tenía intereses.
Ostentó, como representante de la formación política que lideraba Gandarias, de ideología monárquico conservadora, la alcaldía de  Guernica y Luno entre los años 1912 y 1919 así  como diputado provincial de 1894 a 1911 y de 1919 a 1926. Ejerció de como gobernador civil entre 1920 y 1922 de Logroño (12 de abril de 1922), Cuenca (17 de abril de 1922), Burgos (14 de mayo de 1921) y Badajoz (10 de agosto de 1920). También fue concejal en el ayuntamiento de Bilbao.

## Biografía
Isidoro de León era hijo de  Francisco De León Robles, veterinario de origen leones que ejerció de subdelegado de veterinaria e inspector de carnes de la villa de Guernica primero y luego como inspector de carnes y veterinario municipal de Bilbao. Estudió veterinaria en León donde en junio de 1873 obtuvo el título de castrador y accediendo al de veterinario de segunda clase. El 23 de septiembre de 1875 concluyó sus estudios de veterinaria obteniendo el título correspondiente.
Trabajó inicialmente en Bilbao donde su padre ejercía de veterinario municipal y él era contratado para cubrir sus ausencias. El 29 de abril de 1880 es contratado como segundo veterinario en Bilbao.
Se casó con Victoria de Arano Gallastegui, hija de uno de los mayores comerciantes de carne de Bilbao. Estas relaciones familiares fueron fuentes de protestas, por un lado de otros veterinarios residente en Bilbao y por otro por comerciantes de carnes y productos cárnicos  competencia directa de su suegro. El 14 de mayo de 1888 dimite como veterinario municipal. 
Fue concejal en el consistorio bilbaíno donde participó en  distintas comisiones, especialmente la de Gobernación que entendía de los asuntos sanitarios. Sus planteamiento veterinarios fueron tenidos en cuenta en la construcción de los mercados bilbaínos y recogidos en el reglamento de los servicios veterinarios municipales de 1887. Impulsó la Casa de Socorro del Ensanche desde la presidencia de la comisión de Fomento y desde la de  Gobernación el hospital de Basurto.
También fue veterinario municipal de Guernica. En noviembre de 1888 fue nombrado concejal de la Comisión de Mercados del ayuntamiento bilbaíno, comenzando así una dilatada carrera política en la que desempeñó diferentes puestos.
Isidoro de León fue en sus orígenes de ideología republicana pero posteriormente cambió a ideas de carácter monárquico y afines a la Restauración, que en Vizcaya estaban representadas por la Liga de Acción Monárquica que lideraba Juan Tomás Gandarias.
En 1894 logra el acta de diputado provincial. Como diputado participa en distintas comisiones como las de Actas, Gobernación, Ferrocarril de Triano, Manicomio de Bermeo, y la Junta Provincial de Sanidad. 
Tomó parte, junto a Enrique Aresti y Bernardo Unda, ambos diputados de Vizcaya, en las negociaciones de la reforma del Concierto económico que se iniciaron en el año 1894 y finalizaron el 23 de octubre de 1900. En abril de 1927 publicó en el periódico vizcaíno "El Pueblo Vasco" una serie de artículos sobre el Concierto Económico que posteriormente e publicarían bajo el título "El Régimen Común y los Conciertos Económicos de las Provincias Vascongadas".
Como diputado de Fomento elaboró una memoria sobre las reformas realizadas en la Casa de Juntas de Guernica que se publicó en 1897 bajo el título "Memoria de las reformas ejecutadas en la Casa Solar de Juntas de la Antigua de Guernica".
Como alcalde de Guernica y Luno impulsó la industrialización de la villa y la comarca iniciando la misma con ubicación en Guernica de la empresa eibarresa de armas Esperanza y Unceta. 
Participó activamente en la creación del Colegio de Veterinarios de Bizkaia, Fue el presidente de al asamblea constitucional celebrada el 19 de noviembre de 1901 y donde fue nombrado presidente de honor.